# Cha Joo-young
Cha Joo-young (en hangul, 차주영; Seúl, 5 de junio de 1990) es una actriz y modelo publicitaria surcoreana.

## Carrera
La actriz está representada por la agencia Studio Santa Claus Entertainment, con la que firmó un contrato exclusivo en agosto de 2021. Anteriormente su agencia había sido Partners Park.
Cha Joo-young comenzó su carrera en 2014 con la serie Dr Frost, aunque la propia actriz dijo que «es difícil verlo como un debut oficial porque solo aparecí en una sola toma. Debuté oficialmente en 2016 con Cheese in the Trap». En paralelo a su trabajo como actriz, a los pocos meses de su debut había filmado ya siete anuncios televisivos, actividad que sigue desarrollando.
Los papeles más destacados en sus primeros años de carrera han sido los que interpretó en Jugglers (2017) y The Spies Who Loved Me (2020), ambos de reparto pero con gran desarrollo; los dos la dieron a conocer al público y le proporcionaron cierto reconocimiento en la prensa. En 2021 obtuvo su primer papel protagonista con la serie de OCN Chimera.
En 2022 fue Choi Hye-jung en la serie La gloria. Hye-jeong es una azafata que en su primera juventud tomó parte en gravísimas y reiteradas acciones de acoso a la protagonista, que años después lleva a cabo su venganza. Al año siguiente apareció en la segunda temporada de La gloria, y fue una de los protagonistas de la serie de fin de semana de KBS2 The Real Has Come!, con el papel de la jefa de personal de NX Group.
En 2025 protagonizó la serie de tvN y TVING The Queen Who Crowns, con el personaje de la reina Wongyeong que justifica el título. Se trata del primer drama histórico en el que tomó parte la actriz, que declaró haberse sentido interesada por el personaje de la reina, del que poco se sabe pero que resultó determinante para que su marido subiera al trono. Esta producción tuvo una doble versión, de tipo más familiar para los espectadores de tvN y más audaz (con varias escenas de contenido sexual) para los de TVING. Este experimento se saldó con resultados de audiencia satisfactorios, al menos en los primeros episodios.

## Filmografía

### Series de televisión
| Año     | Título                                | Papel           | Canal   | Notas                     | Ref.          |
| ------- | ------------------------------------- | --------------- | ------- | ------------------------- | ------------- |
| 2014    | Dr. Frost                             | Lee Ji-hye      | OCN     | Debut con una sola escena | [ 3 ]         |
| 2015    | Cheese in the Trap                    | Nam Joo-yeon    | tvN     |                           | [ 15 ] [ 16 ] |
| 2015    | My Unfortunate Boyfriend              | Cha Ju-young    | MBC     |                           |               |
| 2016    | The Gentlemen of Wolgyesu Tailor Shop | Choi Ji-yeon    | KBS     |                           | [ 17 ]        |
| 2016    | Love in the Moonlight                 | Ae Sim-i        | KBS2    |                           | [ 18 ]        |
| 2017    | Frozen Love                           | Yoo Shin-yeong  |         |                           | [ 19 ]        |
| 2017    | Jugglers                              | Ma Bo-na        | SBS     |                           | [ 5 ]         |
| 2018    | Wok of Love                           | Seol Dal-hee    | SBS     |                           | [ 20 ]        |
| 2020    | The Spies Who Loved Me                | Hwang Seo-ra    | MBC     |                           | [ 21 ] [ 6 ]  |
| 2021    | Chimera                               | Kim Hyo-kyung   | OCN     | Protagonista              | [ 7 ] [ 22 ]  |
| 2022    | Again My Life                         | Han Ji-hyun     | SBS     |                           | [ 23 ]        |
| 2022    | Alice, the Ultimate Weapon            | Yang Yang       | Watcha  | Serie web                 | [ 24 ] [ 25 ] |
| 2022-23 | La gloria                             | Choi Hye-jung   | Netflix | Serie web                 | [ 9 ] [ 26 ]  |
| 2023    | The Real Has Come!                    | Jang Se-jin     | KBS2    |                           | [ 11 ]        |
| 2025    | The Queen Who Crowns                  | Reina Wongyeong | tvN     | Protagonista              | [ 27 ] [ 28 ] |

## Premios y nominaciones
| Año  | Premio                              | Categoría                           | Papel                  | Resultado | Ref.   |
| ---- | ----------------------------------- | ----------------------------------- | ---------------------- | --------- | ------ |
| 2018 | 32.os Premios KBS Drama             | Mejor actriz revelación             | Jugglers               | Nominada  | [ 29 ] |
| 2020 | 39.os Premios MBC Drama             | Mejor actriz de reparto             | The Spies Who Loved Me | Nominada  | [ 30 ] |
| 2022 | Premios SBS Drama                   | Mejor actriz de reparto             | Again My Life          | Nominada  |        |
| 2023 | 2.os Premios Blue Dragon Series     | Mejor actriz revelación             | La gloria              | Nominada  | [ 31 ] |
| 2023 | 43.o Festival de Cine Golden Cinema | Premio especial de actuación en OTT | La gloria              | Ganadora  | [ 32 ] |
| 2023 | Premios APAN Star                   | Premio a la excelencia              | The Real Has Come!     | Nominada  | [ 33 ] |